# Xã Malung, Quận Roseau, Minnesota
Xã Malung (tiếng Anh: Malung Township) là một xã thuộc quận Roseau, tiểu bang Minnesota, Hoa Kỳ. Năm 2010, dân số của xã này là 438 người.